# Haute-Goulaine
Haute-Goulaine è un comune francese di 5 629 abitanti situato nel dipartimento della Loira Atlantica nella regione dei Paesi della Loira.

## Società

### Evoluzione demografica
Abitanti censiti